# 수재나 요크
예명 수재너 요크(Susannah York)로 알려진 수재너 욜랜더 플레처(영어: Susannah Yolande Fletcher, 1939년 1월 9일 ~ 2011년 1월 15일)는 20세기 잉글랜드 출신 배우이다.

## 출연 작품
- 공군 대전략
- 슈퍼맨 2 - 라라 역
- 더 지골로스
- 프랭클린 - 마가렛 브라이언트 역
- 헐리웃과 맞장뜨기: 호주 B무비의 세계
- 더 콜링